# Famille Van Robais
 (mars 2019).
Si vous disposez d'ouvrages ou d'articles de référence ou si vous connaissez des sites web de qualité traitant du thème abordé ici, merci de compléter l'article en donnant les références utiles à sa vérifiabilité et en les liant à la section « Notes et références ».
La famille van Robais est une famille française subsistante, d'origine flamande, et établie en 1665 à Abbeville (Somme), où elle fut naturalisée française dès 1666. Elle fonda à Abbeville la Manufacture des Rames, entreprise de drap fin qui compta à son apogée au XVIIIe siècle jusqu'à 2 500 salariés.

## Histoire
Cette famille de riches tapissiers flamands était originaire de Courtrai (Flandre), puis de Middelbourg (Zélande, Pays-Bas), et réputée pour son art du tissage.
Jean-Baptiste Colbert, ministre de Louis XIV, menait une politique mercantiliste, encourageant la fabrication de produits de luxe pour limiter la dépendance de la France vis-à-vis de l'étranger et encourager l'exportation. Il fit appel à Josse van Robais pour fonder à Abbeville une manufacture de drap fin. La manufacture reçut dès sa fondation, en 1665, le titre de manufacture royale et les privilèges y afférents : monopole de fabrication, exemptions fiscales, protection de la marque et des procédés de fabrication, accompagnés d'une somme de 12 000 livres. Les cinquante ouvriers hollandais qui accompagnaient Van Robais furent naturalisés, « exempts de tous subsides, impositions, logements de gens de guerre, charges de ville, corvées et autres charges publiques », et furent autorisés à pratiquer la religion protestante. Josse van Robais employa jusqu'à 1 600 ouvriers et possédait ses propres vaisseaux pour exporter ses draps vers l'Espagne.
La Révocation de l'Edit de Nantes entraina la fermeture de la manufacture en 1685 et ruina l'économie abbevilloise. La manufacture fut reconstruite entre 1709 et 1713. En 1710, Van Robais de Nixdorf succèda à son père.
Sous le règne de Louis XV, ses six neveux, dirigèrent la manufacture et diversifièrent leurs activités : négoce maritime, finances. La manufacture des Rames employa jusqu'à 2 500 ouvriers dans des conditions de discipline rigoureuses.
La modiste puis marchande de modes Rose Bertin, qui de fournisseuse devint la conseillère vestimentaire attitrée de la reine Marie-Antoinette, dont elle fut proche, aurait débuté comme "fileuse" dans leur manufacture.
La fortune des van Robais était considérable, comme en témoigne la richesse du château de Bagatelle, pavillon de plaisance ou "folie" construit de 1752 à 1754 pour servir de maison de campagne et surtout de lieu de rendez-vous professionnel à  Abraham van Robais, pour y "traiter" ses clients importants.
Jean-Baptiste Perronneau a peint le portrait d'Abraham van Robais.

## Personnalités
- Josse van Robais (1630-1685), fils d'un tailleur de Courtrai, manufacturier en Zélande, fondateur de la manufacture des Rames, manufacturier de draps à Abbeville. Il est à l'origine de la dynastie de manufacturiers qui assura la prospérité d'Abbeville pendant tout le XVIIIe siècle.
  - Isaac van Robais (1654-1703), manufacturier à Abbeville
    - Samuel van Robais (1691-1771), manufacturier de draps à Abbeville
    - Pierre van Robais (1694-1767), banquier à Paris, manufacturier de draps à Abbeville, 
      - Anne Élisabeth Émilie van Robais (1748-1785), mariée à Jean de Kalb

    - Salomon van Robais (1697-1784), manufacturier de draps à Abbeville
    - Abraham van Robais (1698-1779), manufacturier de draps à Abbeville
      - Josse Abraham van Robais (1724-1788), manufacturier de draps à Abbeville
      - Jacques Isaac van Robais (1725-1781), manufacturier de draps à Abbeville, banquier à Middlebourg
        - Samuel Isaac van Robais (1745-1800), manufacturier de draps à Abbeville

      - André van Robais (1728-1806), manufacturier de draps à Abbeville
        - Pierre Jacques André van Robais (1761-1822), manufacturier de draps .à Abbeville en 1792, négociant à Paris en 1803

      - Théophile van Robais (1732-1799), manufacturier de draps à Abbeville

  - Josse van Robais (1662-1733), manufacturier à Abbeville
    - Judith van Robais (1694-1748), épouse de Louis Guiguer

  - Armand van Robais (1893-1968), artiste peintre

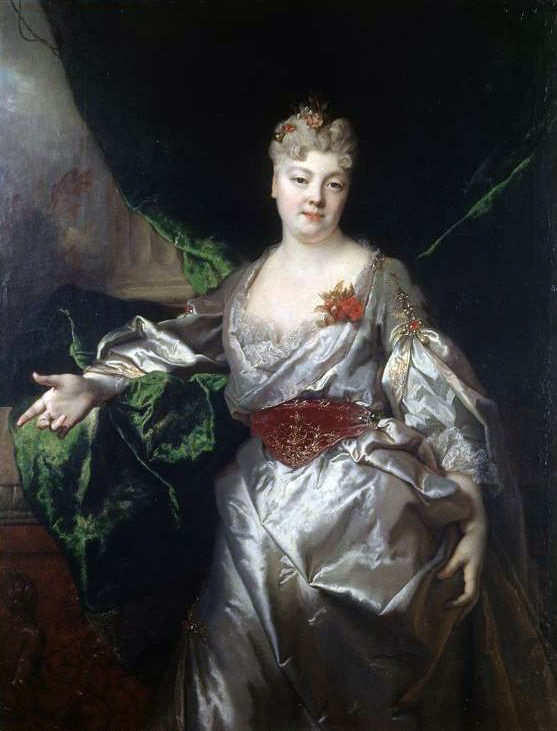
Judith Van Robais
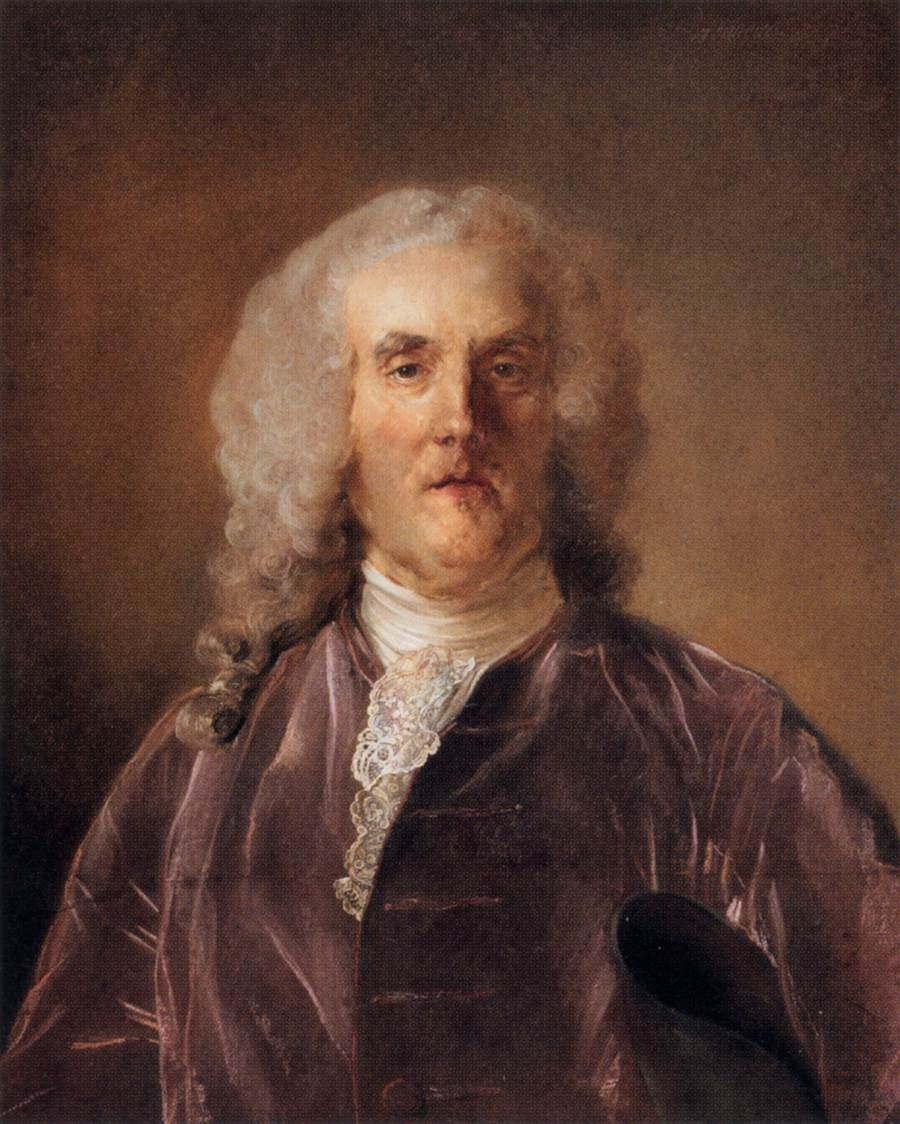
Abraham van Robais
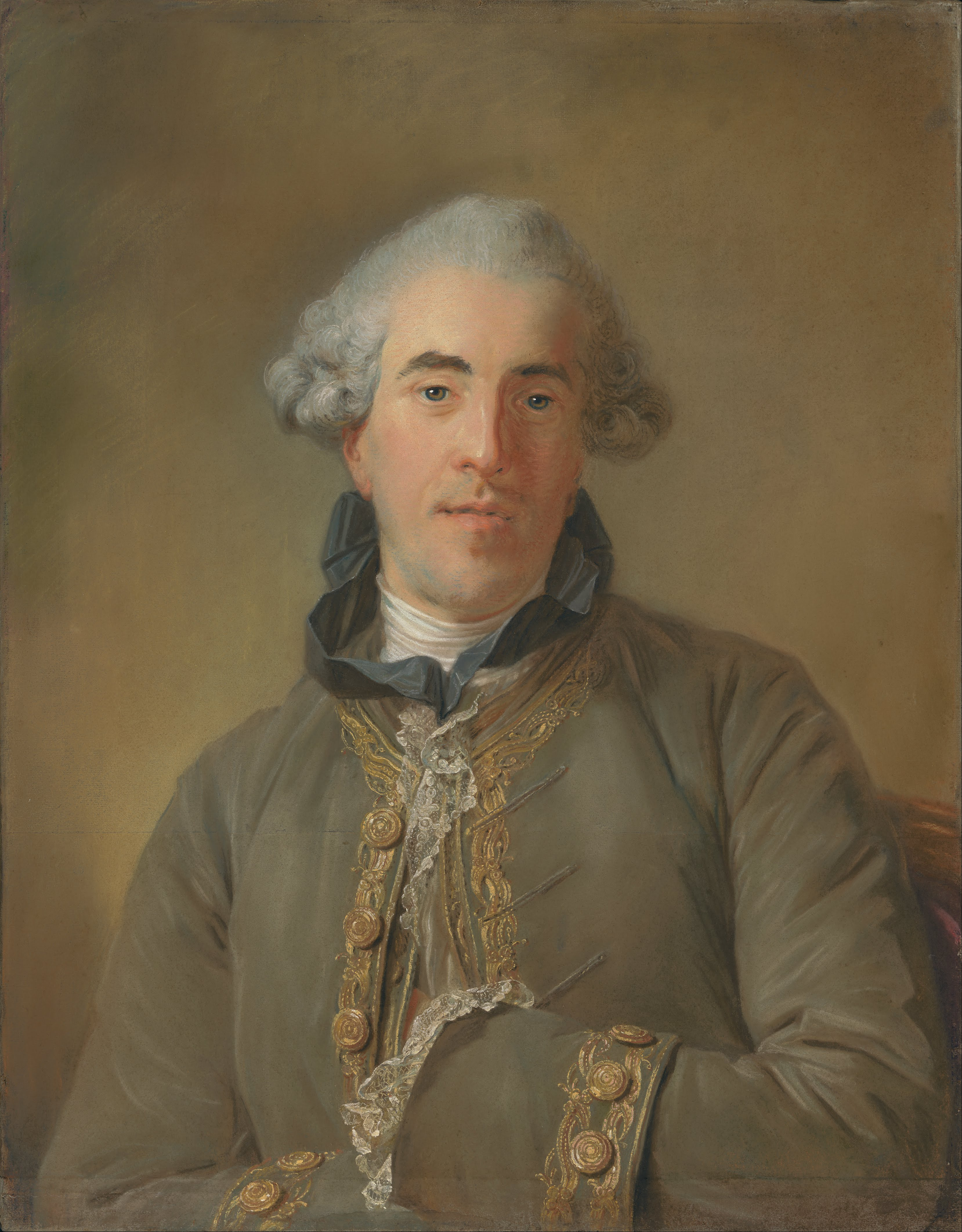
Théophile van Robais